# Назгул
Назгулите са измислени герои от света на Средната земя, описан в книгите на Джон Роналд Руел Толкин. Появяват се основно в епоса „Властелинът на пръстените“.

## Описание
Назгулите (Nazgûl) (от Езика на Мордор Nazg (пръстен) и Gûl (дух) са слуги на Саурон. Още биват наричани Духове на пръстена, Деветте ездача, Черните конници, Тъмните ездачи или просто Деветте.
Назгулите са духове, които някога са били хора. Носят дрехи (като правило черни плащове), за да прикрият нематериалността си. Могат да използват материални предмети, но са неуязвими за обикновените оръжия: може да ги порази единствено оръжие, създадено от ръцете на елфите, или по техни указания. Денем са почти слепи за нещата в реалния свят, но имат отлично обоняние. Също, усещат къде е Единствения пръстен, ако някой си го сложи (и виждат носителя му, тъй като със слагането той преминава отчасти в света на духовете). Обгръща ги излъчване на ужас, което сковава всички смъртни, освен най-силните духом. Дъхът им („Черният дъх“) е отровен.
Обикновено се придвижват, яхнали черни коне (в „Задругата на пръстена“), или летящи драконоподобни създания (в „Двете кули“ и „Завръщането на краля“; всъщност терминът „Назгул“ означава именно Дух на пръстена, яхнал подобно създание).

## История
Когато Саурон изковава Пръстените на властта, той подарява девет от тях на могъщи владетели на човешкия род. Те охотно ги приели, тъй като пръстените носели могъщество в магията и удължавали живота до безсмъртие. Оказало се обаче, че пръстените не удължават живота истински, а само го „разтеглят“ – носителят им съществува, но не живее. Постепенно те се превръщат в сенки, нито живи, нито мъртви, поддържани единствено от силата на пръстените им, в роби на Саурон – най-могъщите и страшни негови слуги. Те са единствените носители на Сауронови пръстени, които попадат напълно под властта му.
Когато Черният владетел е разгромен в битката срещу Последния съюз на елфите и хората, Назгулите „потъват в сянката“. Тъй като обаче Единственият пръстен не е унищожен, няма как да изчезнат. С връщането на Саурон те се появяват отново.

## Списък
В произведенията на Толкин са споменати отделно следните Духове на пръстена:
- Кралят-магьосник на Ангмар – най-могъщ сред Духовете на пръстена, и техен водач
- Хамул от Изтока - втори в йерархията им след Краля-магьосник